# Station Sira
Station Sira is een spoorwegstation in het dorp Sira in de gemeente Flekkefjord in het zuiden van Noorwegen. Het station, aan Sørlandsbanen, werd geopend in 1943. Tot 1991 liep ook Flekkefjordbanen langs Sira. Na de sluiting van die lijn wordt de verbinding gereden door een bus.